# Coca-Cola Beverages Africa
La Coca-Cola Beverages Africa (CCBA), initialement connue sous le nom Coca-Cola South African Bottling Company, est un embouteilleur de Coca-Cola, en Afrique méridionale. Créée initialement en 1940 comme une coentreprise de la famille Gutsche et la Coca-Cola Company, l'entreprise s'est grandement développée avec l'intégration en 2014 des activités de SABMiller avant sa fusion avec Anheuser-Busch InBev en 2016.
L'entité basée en Afrique du Sud dessert 12 pays avec 12 000 employés et représente 40 % du volume de Coca-Cola servis en Afrique. 
En France, une filiale de la CCBA, Mayco, est présente à Mayotte. 

## L'histoire

### 1940-2014: Sabco
En 1940, la Coca-Cola Company autorise un embouteilleur local, la Gutsche Family Investments (GFI) à vendre des produits Coca-Cola,,. La nouvelle société dénommée Coca-Cola South African Bottling Company ou Sabco est détenue à 80% par GFI et 20% par Coca-Cola,.

### 2014: Fusion avec SABMiller
En 2014, la société compte 8000 employés et dessert l'Afrique du Sud, la Namibie, le Mozambique, le Kenya, la Tanzania, l'Éthiopie et l'Ouganda. Le 6 mai 2014, Sabco inaugure une nouvelle usine de production intégrée de la fabrication de la bouteille en PET jusqu'à l'emballage à Polokwane.
Le 27 novembre 2014, SABMiller, la Coca-Cola Company et GFI annoncent un accord pour la fusion des activités soda de SABMiller et Sabco sous une société commune nommée Coca-Cola Beverages Africa,,. La fusion s'est effectuée sans échange d'argent et s'est déroulée en deux phases, la première de 6-9 mois et la seconde d'un an et demi,,. Durant la première phase, SABMiller transfert à Coca-Cola Beverages Africa ses activités d'embouteillages de boisons non alcoolisées aux Comores, en Éthiopie, au Kenya, à Mayotte, en Afrique du Sud et en Ouganda. GFI transfère sa participation de 80% dans Sabco à Coca-Cola Beverages Africa offrant ses activités d'embouteilleurs sur les marchés d'Éthiopie, du Kenya, du Mozambique, de Namibie, de Tanzanie et d'Ouganda. La Coca-Cola Company transfert ses activités d'Afrique du Sud.
Durant la seconde phase, SABMiller transfert les activités non alcoolisées de ses filiales Swaziland Beverages Ltd, Sechaba Brewery Holdings et Zambian Breweries basées respectivement en Eswatini, au Botswana et en Zambie. Cette fusion a permis à Coca-Cola Sabco de devenir le plus important embouteilleur d'Afrique et le 10e mondial avec un chiffre d'affaires de plus de 3 milliards d'USD,. 
En plus de cet accord de fusion, la Coca-Cola Company accepte d'acquérir en décembre 2014 les marques de boissons gazeuses pétillantes Appletiser dans le monde entier et d'acheter ou d'obtenir une licence pour 19 autres noms de produits non alcoolisés en Afrique et en Amérique latine auprès de SABMiller pour environ 260 millions d'USD,.
Le 31 juillet 2015, alors que la fusion n'est pas achevée, la commission du Marché commun de l'Afrique orientale et australe l'approuve.
Le 21 juin 2016, Coca-Cola Sabco investit 130 millions d'USD dans une nouvelle usine d'embouteillage à Matola Gare, banlieue de Maputo, capitale du Mozambique, pour remplacée celle détruite en février 2000 par des inondations.En juillet 2016, la Sabco change de nom pour Coca-Cola Beverages Africa.

### 2016: Retrait d'Anheuser-Busch InBev
En septembre 2016, Anheuser-Busch InBev annonce l'acquisition de SABMiller pour 100 milliards d'USD. Une conséquence de cette acquisition est la vente à la Coca-Cola Company des 57 % qu'elle détient dans Coca-Cola Beverages Africa, la part de Coca-Cola passant à 68.3%,. La transaction a été évaluée à 3,15 milliards d'USD mais la Coca-Cola Company annonce qu'elle transfère sa participation à sa filiale Bottling Investments Group le temps de trouver un acheteur.
Le 5 avril 2017, Coca-Cola İçecek renonce à acheter 54 % de Coca-Cola Beverages Africa, laissant les participations de Coca-Cola Company à 68,3 % et Coca-Cola Sabco à 31,7 %.
Le 13 avril 2018, Coca-Cola Beverages Africa déménage son siège social à Port Elizabeth'.
Le 5 février 2021, pour s'aligner avec l'autorité de régulation sud africaine sur "l'actionnariat noir", Coca-Cola annonce la vente de 15 % de Coca-Cola Beverages Africa à ses employés locaux et des investisseurs non-blanc, pour atteindre les 20% demandés.